# Белау, Лайа
Лайа Мари Белау (нем. Leia Marie Behlau; род. 12 апреля 1996 года, Унна, ФРГ) — немецкая конькобежка. Двукратная призёр чемпионата Германии.

## Биография
Лайа Белау начала кататься на коньках в раннем детстве в своем родном городе Унна, где каталась на коньках по хоккейному полю с конькобежным катком по периметру. Её отец Торстен работал тренером по конькобежному спорту. В возрасте 7 лет начала заниматься конькобежным спортом в клубе "Club Möhnesee", а в 13 лет переехала в спортивную школу-интернат в Эрфурте, в кузницу конькобежного спорта, вдали от дома и своей семьи. Через три года её мама Сабина переехала к ней вместе с братом Нильсом.
В сезоне 2007/08 стала участвовать на чемпионате Германии среди юниоров и только в 2012 году выиграла золотую медаль в командной гонке, тогда же дебютировала на юниорском Кубке мира и участвовала на зимних юношеских Олимпийских играх в Инсбруке и заняла там лучшее 5-е место на дистанции 500 м. Через год выиграла юниорский чемпионат страны в многоборье и дебютировала на чемпионате мира среди юниоров. Она также участвовала в соревнованиях на роликовых коньках на национальном уровне и заняла 4-е место на чемпионате Германии 2014 года.
В 2015 году вместе с Клаудией Пехштайн участвовала на своём первом взрослом чемпионате мира в классическом многоборье, где заняла 22-е место. В 2016 году на чемпионате Европы в Минске Белау заняла только 16-е место в сумме многоборья. В 2017 году на чемпионате Германии выиграла серебряную медаль в многоборье. В сезоне 2017/18 она дебютировала на Кубке мира. 
В 2018 году перешла в команду "DEC Inzell", чтобы создать новый стимул для тренировок. После сезона 2018/19, где она ничем себя не проявила и на Национальном чемпионате заняла лучшее 4-е место в масс-старте, Лайа Белау решила завершить карьеру спортсменки. Она продолжила дистанционное обучение по международному менеджменту, прошла пятимесячную обязательную стажировку и зимой купила себе лыжи, чтобы научиться кататься на них. Через 20 месяцев она вернулась, после того, как тренер Майкл Рестнер создал международную частную команду в Инцелле и пригласил Лайю обратно к себе.
С сентября 2020 года она тренируется в команде "GSSP Chiemgau" на Макс-Айхер арене в Инцелле. В январе 2021 года участвовала на чемпионате Европы в Херенвене и заняла там 18-е место в сумме многоборья. В том же году она присоединилась к программе элитных видов спорта Баварской полиции в Германии. В 2022 году впервые завоевала "бронзу" на чемпионате Германии на дистанции 5000 м.
На чемпионате Европы на отдельных дистанциях в Херенвене Белау заняла 9-е место на дистанции 3000 м, 11-е место на 1500 м и 5-е в командной гонке. А на чемпионате мира в классическом многоборье в Хамаре заняла 15-е место в общем зачёте.

## Личная жизнь
Лайа Белау училась в гимназии Фридриха Шпее в Рютене, окончила среднюю школу в Эрфурте в 2015 году и поступила в группу поддержки спорта Бундесвера, но три года спустя потеряла статус кадрового резерва и должность в Бундесвере из-за недостаточной успеваемости. Также обучалась в Ансбахском Университете прикладных наук на факультете международного менеджмента. Её хобби - беговые лыжи, лыжный альпинизм, пешие прогулки, шоссейный велосипед, катание на горных велосипедах, бег, мода, фотография, животные. Является сотрудником полиции Баварии.